# Шульману-ашаред II
Шульману-ашаред II (аккад. [Бог] Шульману (Салман) — предводитель) — цар Ассирії, правив приблизно в 1031-1019 до н. е. Син Ашшур-націр-апала I.

## Життєпис
Час його правління припадає на так зване «Темне століття», від якого практично не збереглося ніяких історичних документів. На підставі збережених шматків анналів пізнішого царя Ашшур-дана II, можна зробити висновок, що Салманасар II терпів поразки від арамеїв і втратив ряд територій, захоплених ними.
Правив 12 років.